# Pronar

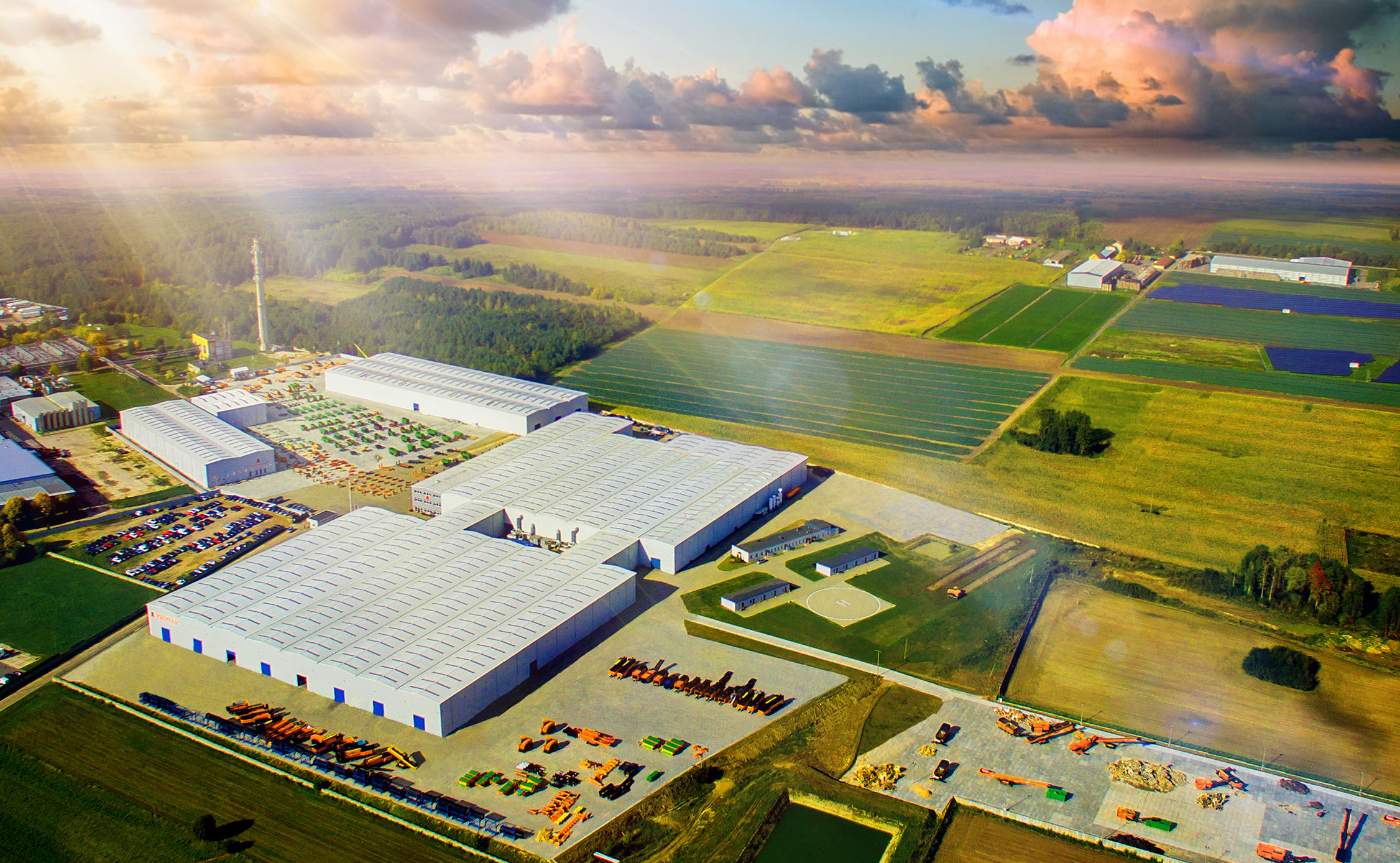
Fabryka maszyn recyklingowych Pronar w Siemiatyczach

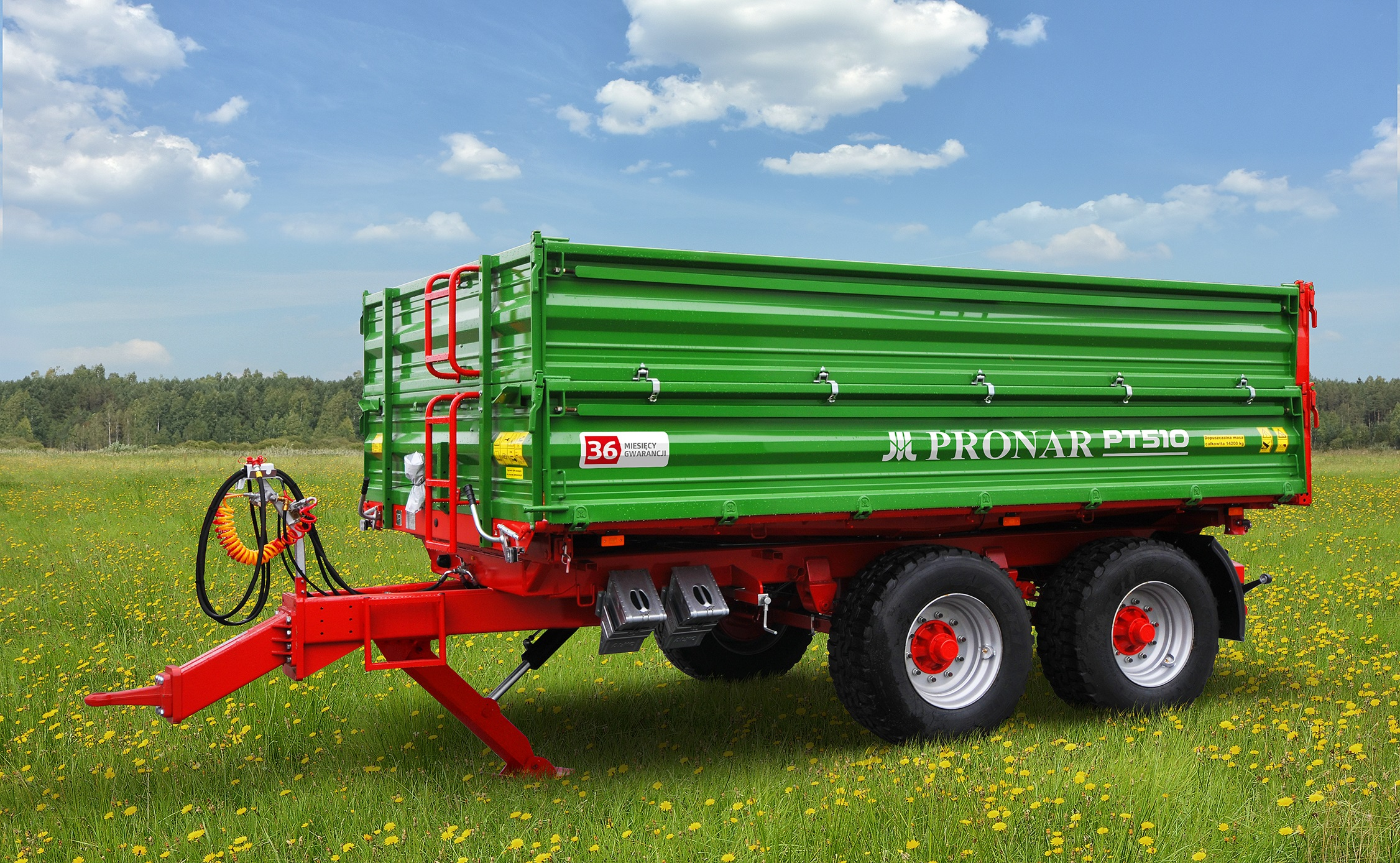
Przyczepa rolna Pronar PT510

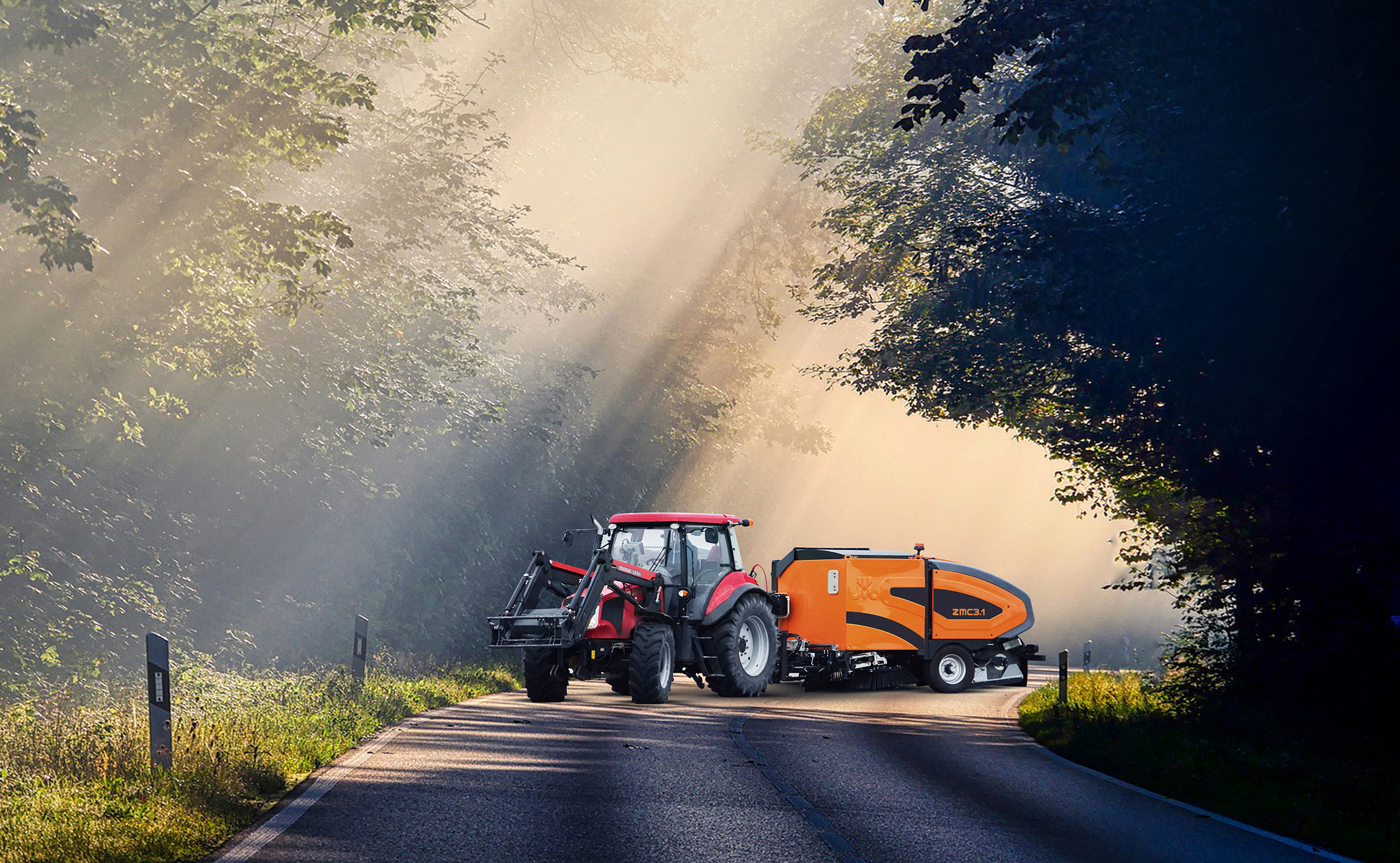
Zamiatarka Elewatorowa Pronar ZMC 3.1

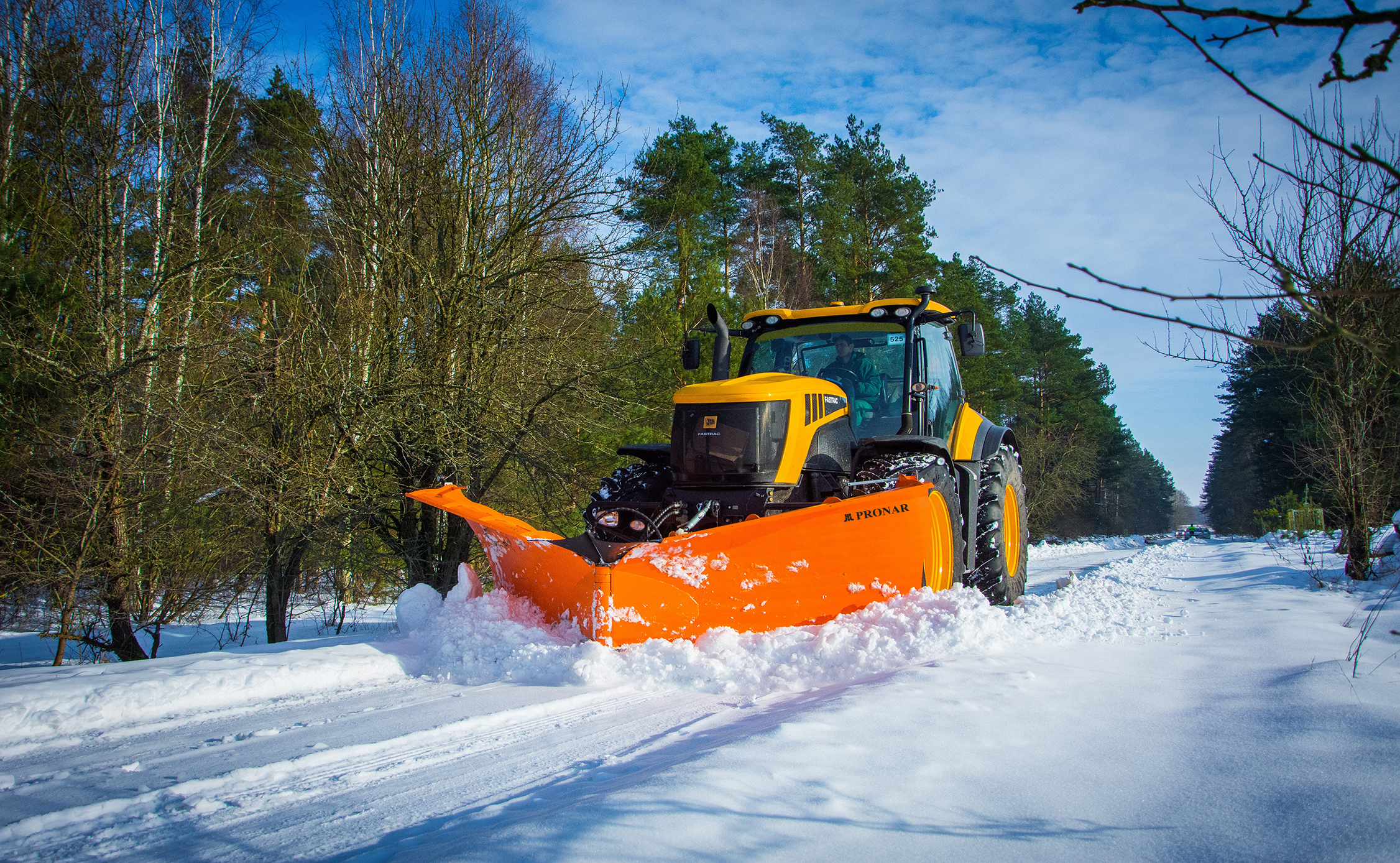
Pług śnieżny Pronar PUV4000 HD

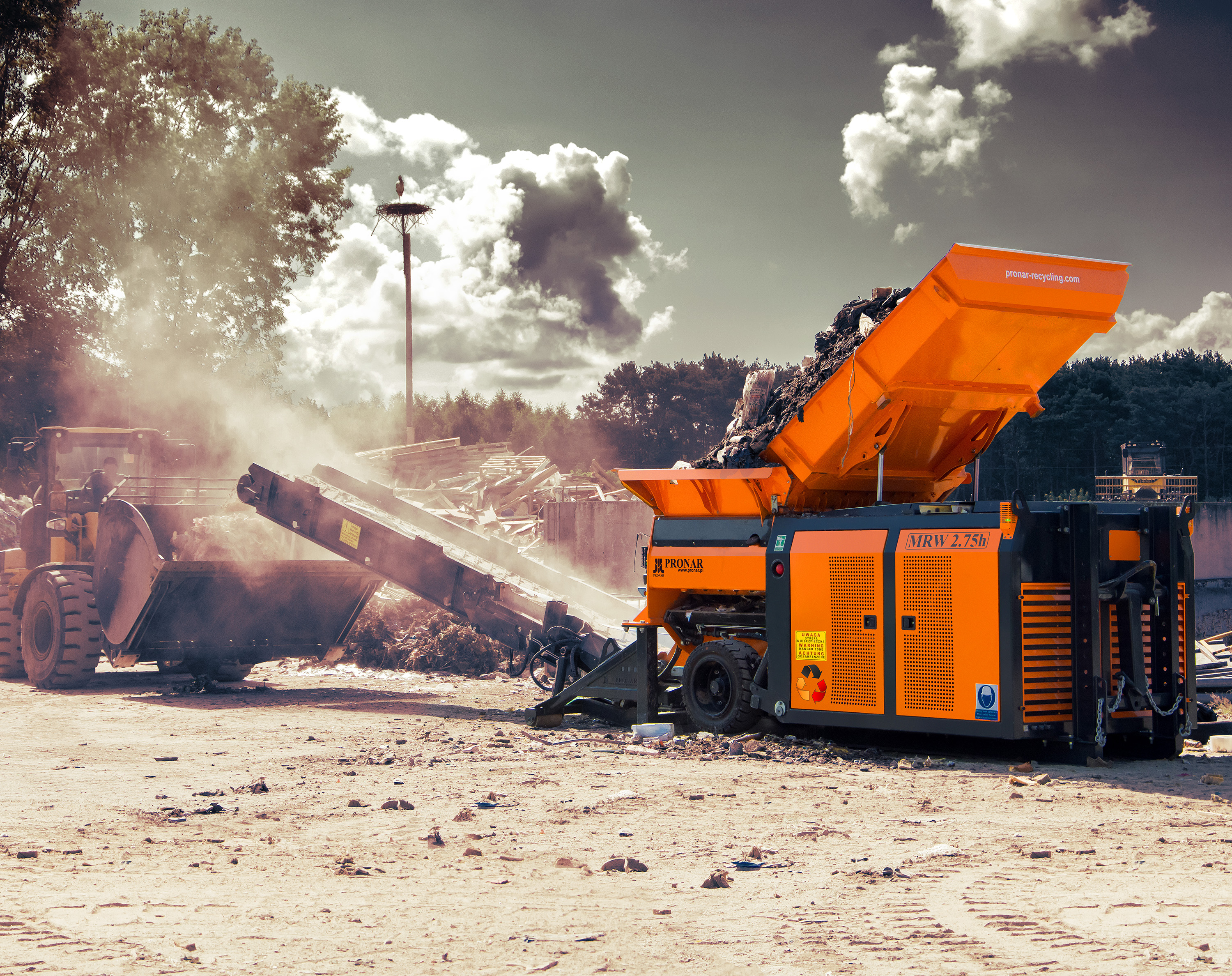
Dwuwałowy mobilny rozdrabniacz wolnoobrotowy Pronar MRW 2.75H

Pronar Sp. z o.o. – polski producent przyczep, maszyn rolniczych, zielonkowych, komunalnych i recyklingowych oraz kół tarczowych z siedzibą w Narwi. Ma 9 zakładów produkcyjnych, z czego trzy umiejscowione są w Narwi, pozostałe zaś w Narewce, Strabli, Siemiatyczach, Białymstoku i Hajnówce. Obok zakładów produkcyjnych firma ma własną hurtownię stali, którą wykorzystuje do produkcji maszyn. Obok działalności produkcyjnej Pronar Sp. z o.o. prowadzi sieć 16 stacji paliw zlokalizowanych na terenie województwa podlaskiego, a także prowadzi własny Ośrodek Szkolenia Lotniczego.
Firma ma swoją sieć dealerską we wszystkich krajach Unii Europejskiej, prowadzi także współpracę z partnerami na terenie Azji, Afryki, Ameryki Północnej, Ameryki Południowej i Australii.

## Historia
Firma Pronar Sp. z o.o. rozpoczęła działalność w 1988 roku. W początkowym okresie zajmowała się głównie eksportem artykułów rolno-spożywczych do krajów byłego Związku Radzieckiego. W latach 90. XX w. firma rozpoczęła montaż białoruskich ciągników MTZ-80 ze sprowadzanych z Mińskiej Fabryki Traktorów podzespołów. Z biegiem lat zaczęto wprowadzać nowe typy ciągników o różnych mocach. Importowane zespoły i części zastępowano produkcją rodzimą, zaś dotychczasowy montaż przeobraził się w produkcję. W tym czasie rozpoczęto również hurtową sprzedaż paliw i olejów silnikowych. Początkowo sprzedaż odbywała się wyłącznie do klientów końcowych. W 1994 r. utworzona została także pierwsza sieć dealerska i serwisowa na terenie Polski. Wraz z rozwojem sprzedaży ciągników własnej produkcji oraz marki MTX poszukiwano nowych kierunków rozwoju, którym stało się uruchomienie autonomicznego Wydziału Kół Tarczowych w 1997 roku. W kolejnym roku otwarty został Wydział Pneumatyki i Hydrauliki, działalność zaś rozszerzono o import i hurtową sprzedaż materiałów hutniczych. Zyski generowane na przestrzeni ostatniej dekady XX w. zapoczątkowały rozbudowę dotychczasowego zaplecza inżynieryjno-technicznego oraz urealnienie planów związanych z produkcją maszyn komunalnych, a także zwiększenia zatrudnienia w produkcji, czego efektem były pierwsze seryjne wypusty maszyn komunalnych Pronar w roku 2000. Idąc za trendami polskich sprywatyzowanych firm, Pronar zdobył certyfikat jakości zgodny z normami ISO 9001:2000 w 2001 roku.
W wyniku przeprowadzonych zmian i coraz większego popytu na maszyny, w 2002 roku rozbudowano zakład produkcyjny i pomieszczenia socjalno-biurowe w Narwi, zmodernizowano dotychczasowe linie montażowe i wybudowano nowe na potrzeby tworzenia kolejnych gałęzi produkcji. W tak przygotowanym zapleczu, w roku 2003 rozpoczęto produkcję i sprzedaż przyczep rolniczych. W roku 2004 wzmożono działania handlowe na rynku polskim i zagranicznym, równolegle intensyfikując prace rozwojowe i konstrukcyjne maszyn rolniczych, komunalnych, leśnych, melioracyjnych i budowlano-drogowych, rozpoczęcie ich produkcji i sprzedaży na szeroką skalę. W 2006 roku rozpoczęto sprzedaż kolejnych modeli ciągników serii P5 i P7, kompletnej linii technologicznej do zbioru siana i słomy oraz maszyn do zadawania pasz, a w 2008 wdrożono tej ciągniki serii P6 i P9 oraz uruchomiono nowy zakład produkcyjny w Strabli.
W 2010 roku Pronar otworzył nowy zakład produkcyjny w Narewce, w którym zlokalizował produkcję przyczep rolniczych oraz tłocznię kół tarczowych do traktorów, przyczep i maszyn rolniczych, a w 2012 otwarto czwartą fabrykę Pronaru w Siemiatyczach, dedykowany produkcji maszyn komunalnych oraz recyklingowych, w tym mobilnych przesiewaczy oraz rozdrabniaczy wolnoobrotowych. Rok później rozpoczęto budowę własnego Centrum Badawczo- Rozwojowego Pronar jako organ wspierający innowacyjność i konstrukcję nowych maszyn, które dziś zatrudnia około 180 pracowników. W tym samym roku oddano do użytku nowy magazyn Wydziału Kół Tarczowych.
Kolejne lata oparte były na inwestycjach w kolejne fabryki, m.in. zakładu w Hajnówce, Narewce i Siemiatyczach, w których produkowane własne osi oraz rozpoczęto seryjną produkcję maszyn recyklingowych. W 2015 roku nastąpiło otwarcie Centrum Badawczo-Rozwojowego. Wkrótce po nim otwarto nową fabrykę w Siemiatyczach oraz nową halę produkcyjną w zakładzie w Narewce, a dwa lata później otwarto zakład produkcyjny w Hajnówce o powierzchni hal produkcyjnych oraz magazynów wynoszącej około 15 tys. m², w której produkowane będą osie oraz zawieszenia do przyczep, a w przyszłości także będą wytwarzane przekładnie oraz układy gąsienicowe. W tym samym roku powstał też zakład w Narewce.
W 2018 roku zintensyfikowano prace nad rozwojem produkcji maszyn do recyklingu, wprowadzając do regularnej produkcji jednowałowe rozdrabniacze wolnoobrotowe i rozdrabniacze szybkoobrotowe, a także przerzucarki kompostu. W następnym roku rozpoczęto inwestycję w budowę sortowniczych linii stacjonarnych- otwarto biuro w Wągrowcu, gdzie projektowane są instalacje sortownicze zagospodarowania odpadów komunalnych zmieszanych i pochodzących z selektywnej zbiórki, a w kolejnym otwarto nową filię produkcyjną w Białymstoku, gdzie produkowane są części i zespoły do przyczep rolniczych, maszyn komunalnych oraz maszyn do recyklingu. Powołano także Ośrodek Szkolenia Lotniczego.
Wskutek pandemii trwającej w 2020 roku i ograniczenia możliwości podróżowania, Pronar otworzył własne Centrum Wystawowe Maszyn.

## Profil produkcji
W roku 1997 zaczęto produkować koła tarczowe (a później kompletne koła ogumione) do pojazdów wolnobieżnych, ciągników oraz maszyn rolniczych, budowlanych, drogowych transportowych, komunalnych itp.
w 1998 rozpoczęto produkcję modelu 320AMK. W 2004 zastąpiono 3-cylindrowy silnik Lombardini nowocześniejszym 4-cylindrowym silnikiem Mitsubishi. Modernizacja w 2008 roku przyniosła wprowadzeniu kolejnej generacji silników Mitsubishi spełniające normy emisji toksyczności spalin.
Oprócz ciągników rolniczych firma w 2003 r. rozpoczęła seryjną produkcję przyczep rolniczych oraz specjalistycznych (m.in. do przewozu zwierząt, transportu drewna) o ładowności od 2 do 23 t oraz rozrzutników obornika. Pronar specjalizuje się również w produkcji sprzętu komunalnego (ciągniki komunalne, przyczepy komunalne, zamiatarki, pługi odśnieżne, posypywarki piasku, ładowacze czołowe z pełnym alternatywnym wyposażeniem).
W roku 2005 do oferty handlowej Pronar wprowadził kombajny zbożowe Wektor, produkowany przez Rostselmash.
W 2006 roku do produkcji została wprowadzona nowa seria ciągników P5 wyposażone w podzespoły robocze znanych firm światowych: silniki – Iveco Motors NEF F4CE lub Perkins; przekładnie i tylne mosty napędowe – ZF T-557; przednie mosty napędowe ZF AS-3035, DANA AG105std, a w późniejszym okresie także HEMA HFA100650M, układ hydrauliczny – EHR 5 BOSCH oraz kabinę własnej produkcji typu KS-10.
W 2007 roku rozpoczęto montaż ciągnika Zefir 85 z wykorzystaniem podzespołów chińskiej firmy YTO (układ napędowy na włoskiej licencji FiatAgri) i kabiną KS-11, wprowadzenie do produkcji serii P7 (modele 5112 i 5122) napędzanych silnikami Iveco z serii NEF F4CE, układ przeniesienia napędu Carraro, sprzęgło LUK, kabina KS-12
W 2010 roku na XII Międzynarodowej Wystawie Rolniczej Agro Show zaprezentowano nową linię ciągników serii P10 – Pronar 6170 z silnikiem Iveco NEF F4CE9684J o mocy 141 KM oraz Pronar 6180 z silnikiem Deutza TCD 2012 L06 2V o mocy 147 KM oraz linię technologiczną do zbioru biomasy na bagnach.
W 2012 przedstawiono prototyp ciągnika wyposażonego w dwupaliwowy system zasilania (olej napędowy i LPG) powstałym na bazie Pronar 5236 z silnikiem Iveco F4CE9484M*J. Wprowadzono także do produkcji własne listwy tnące do kosiarek opracowane na Wydziale Wdrożeń Pronaru. Uruchomiono w pełni zautomatyzowaną produkcję profili stalowych do burt przyczep.
W 2013 został zaprezentowany nowy model ciągnika z serii P5 – Pronar 5340 wyposażonego w silnik Deutz TCD 3.6 L4 spełniający normę Stage 3B z wykorzystaniem EGR i bezobsługowego katalizatora utleniającego DOC.
Oprócz tego Pronar prowadzi wielokierunkową działalność handlową oraz sieć stacji benzynowych w regionie północno-wschodniej Polski. Jest też dystrybutorem materiałów hutniczych pochodzenia krajowego i światowego.
Od 1998 roku Pronar produkuje elementy hydrauliki i pneumatyki siłowej, a od 2001 r. elementy z tworzyw sztucznych do wyposażenia ciągników.

## Ciągniki rolnicze
- Pronar I: Pronar 320AM 26,5 kW (35 KM), Pronar 320AMK 26,5 kW (35 KM)

- Pronar II: Pronar 1025A-II 77 kW (104,7 KM), Pronar 1221A-II 96,9 kW (131,8 KM)
- Pronar P5: Pronar 5135 74 kW (100,6 KM), Pronar 5235 71 kW (96,6 KM), Pronar 5236 71 kW (96,6 KM)
- Pronar P7: Pronar 5112 60 kW (82 KM), Pronar 5122 66 kW (90 KM), Pronar 5222 63 kW (86 KM)
- Zefir
- Pronar P6: Pronar 7150 129 kW (176 KM)
- Pronar P9: Pronar 8140 195 kW (265 KM)
- Pronar P10: Pronar 6170 103,5 kW (141 KM), Pronar 6180 108 kW (147 KM)

## Przyczepy

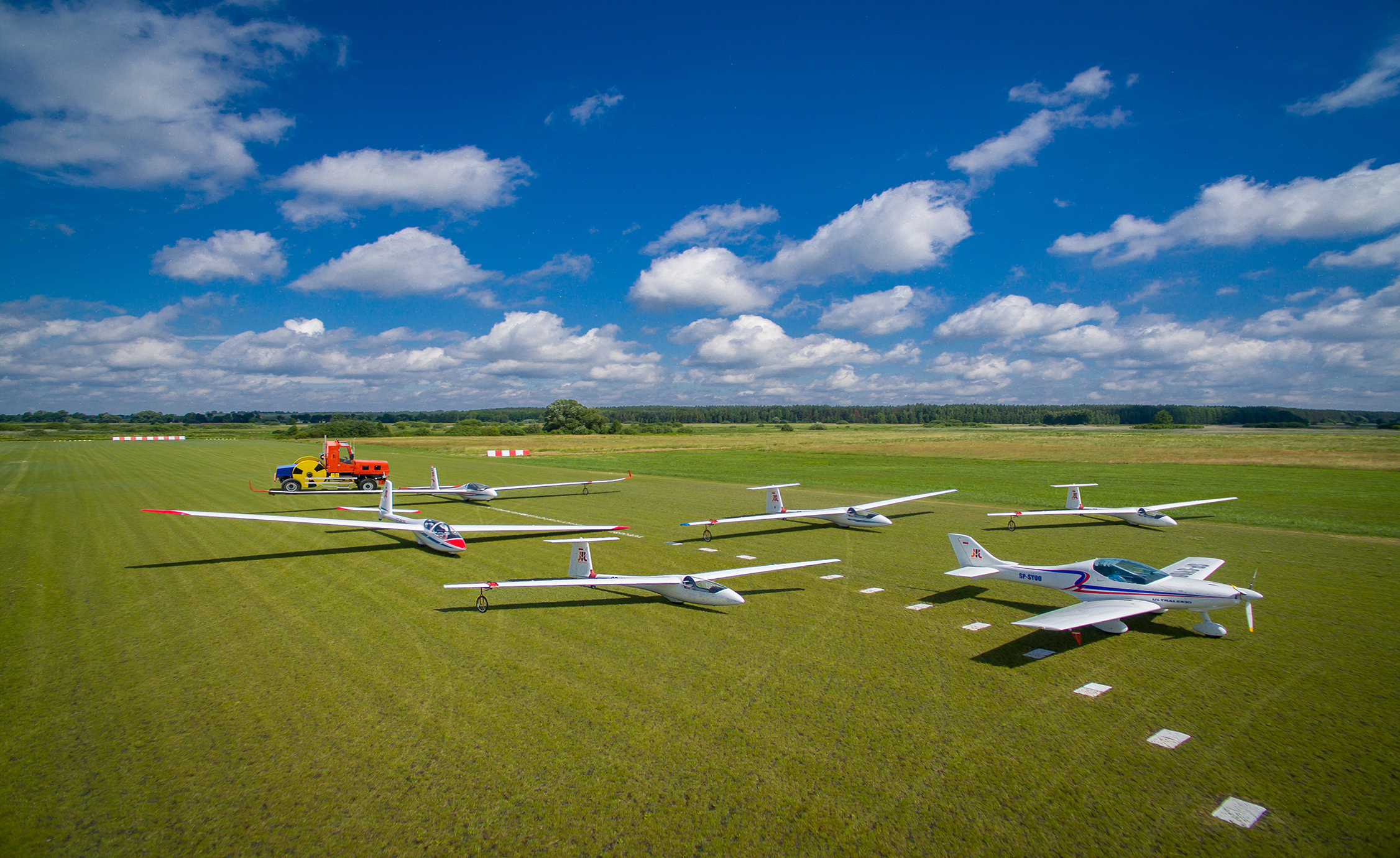
Ośrodek Szkolenia Lotniczego Pronar

- Jednoosiowe T654, T654/1, T655, T671, T681[21]
- Dwuosiowe T653, T653/1, T653/2, T672, T672/1, T672/1 Silo, T672/2, T680, T680 Specjal
- Trójosiowe T780
- Tandem T663, T663/1, T663/1 Silo, T663/2, T663/3, T683
- Tridem T682
- Skorupowe T669, T669/1, T679, T679/1, T700
- Specjalistyczne Kurier 6, Kurier 10, N162 Heros, N262 Herkules, N262/1 Herkules14, T022, T023, T024, T025, T026, T185, T185 KO2, T285, T644, T679/2, T701, T740, T900

## Maszyny i urządzenia komunalne
- Kontener samowyładowczy KSW 1,5H/KSW1,5M
- Pługi do odśnieżania PU-1700/PU-2100
- Pługi do odśnieżania PU-2600/PU-3300
- Pługi do odśnieżania PUV-2600/PUV-2800
- Posypywarka jednoosiowa T130
- Posypywarka piasku PS-250
- Zamiatarka ZMC2.0
- Zamiatarka ZM-1600 „Agata”
- Zamiatarka ZM-2000 „Agata”

## Maszyny recyklingowe
- Mobilny dwuwałowy rozdrabniacz wolnoobrotowy MRW 2.85
- mobilny jednowałowy rozdrabniacz wolnoobrotowy MRW 1.300
- mobilny rozdrabniacz szybkoobrotowy MRS 1.53
- Mobilny rozdrabniacz wolnoobrotowy z asynchroniczną przekładnią MRW 2.75H
- Mobilny przesiewacz MPB 14.44, MPB18.47, MPB 20.55, MPB 20.72
- Mobilny przenośnik taśmowy MPT 15G, MPT 18G, MPT 24G, MPT 30/1G
- Mały rębak MR 15

## Osprzęt
- Prasa belująca Z-500
- Owijarka do bel Z-235, Z-245
- Wóz paszowy VMP-10
- Ładowacz czołowy LC-3, LC-480, ŁC-1650

## Motocykle
- Pronar 125/2
- Pronar 125/4 – produkowany do 2006 roku[22]